# Hyundai Xcent

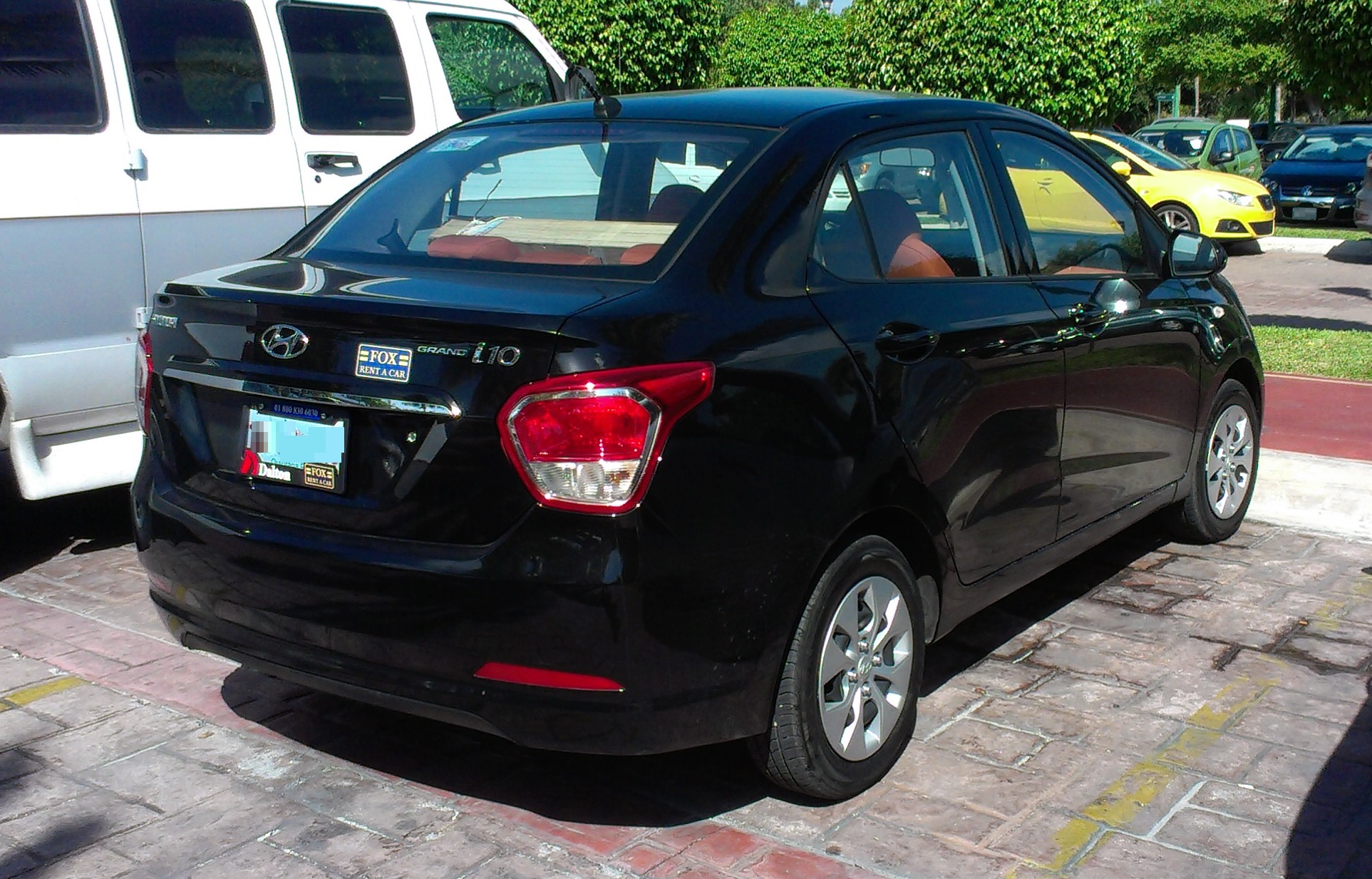
Heckansicht

Der Hyundai Xcent ist ein Kleinstwagen des südkoreanischen Autoherstellers Hyundai Motor Company, der im Februar 2014 im Rahmen der Auto Expo in Neu-Delhi vorgestellt wurde. Verkauft wurde die Limousine in Indien zwischen März 2014 und Mai 2022, wobei zuletzt nur noch Flottenkunden bedient wurden. Nachfolgemodell ist der Anfang 2020 eingeführte Aura.
In Mexiko wurde das Fahrzeug als Hyundai Grand i10 Sedan vertrieben. Im April 2017 erhielt der Xcent eine Überarbeitung. Gebaut wurde das auf dem Hyundai Grand i10 basierende Fahrzeug von der Hyundai Motor India Limited in Chennai.

## Technische Daten
| Kenngrößen                                  | 1.2 MPi                    | 1.1 CRDi                   | 1.2 CRDi                   |
| Bauzeitraum                                 | 03/2014–05/2022            | 03/2014–04/2017            | 04/2017–04/2020            |
| Motorkenndaten                              |                            |                            |                            |
| Motortyp                                    | R4-Ottomotor               | R3-Dieselmotor             | R3-Dieselmotor             |
| Hubraum                                     | 1197 cm³                   | 1120 cm³                   | 1186 cm³                   |
| max. Leistung                               | 61 kW (83 PS) bei 6000/min | 53 kW (72 PS) bei 4000/min | 55 kW (75 PS) bei 4000/min |
| max. Drehmoment                             | 114 Nm bei 4000/min        | 180 Nm bei 1750–2500/min   | 190 Nm bei 1750–2250/min   |
| Kraftübertragung                            |                            |                            |                            |
| Antrieb, serienmäßig                        | Vorderradantrieb           | Vorderradantrieb           | Vorderradantrieb           |
| Getriebe, serienmäßig                       | 5-Gang-Schaltgetriebe      | 5-Gang-Schaltgetriebe      | 5-Gang-Schaltgetriebe      |
| Getriebe, optional                          | 4-Stufen-Automatikgetriebe | —                          | —                          |
| Messwerte                                   |                            |                            |                            |
| Höchstgeschwindigkeit                       | 172 km/h                   |                            | 156 km/h                   |
| Beschleunigung, 0–100 km/h                  | 14,2 s                     |                            | 18,6 s                     |
| Kraftstoffverbrauch auf 100 km (kombiniert) |                            |                            |                            |